# کیت مورتون
کیت مورتون (انگلیسی: Kate Morton؛ زادهٔ ۱۹۷۶ (۴۸–۴۹ سال)) نویسنده و پدیدآور اهل استرالیا است. وی از سال ۲۰۰۶ میلادی تاکنون مشغول فعالیت بوده‌است. از آثار مشهور وی می‌توان به کتاب باغ فراموش‌شده اشاره داشت. جدیدترین اثر وی که در سال ۲۰۱۸ به چاپ رسید، دختر ساعت‌ساز می‌باشد.